# Leptoconops irritans
Leptoconops irritans är en tvåvingeart som först beskrevs av Noe 1905.  Leptoconops irritans ingår i släktet Leptoconops och familjen svidknott. Inga underarter finns listade i Catalogue of Life.